# The Insulated World
The Insulated World é o sexto álbum de estúdio da banda japonesa de metal Dir en grey, lançado em 26 de setembro de 2018 pela Firewall Div. Alcançou a sexta posição nas paradas japonesas da Oricon e vendeu 21,767 cópias.

## Faixas
| N.º            | Título                                                         | Duração |  |
| 1.             | "Keibetsu to Hajimari (軽蔑と始まり)" ("Começando com Desdém") | 3:12    |  |
| 2.             | "Devote My Life"                                               | 2:46    |  |
| 3.             | "Ningen wo Kaburu (人間を被る)" ("Vestindo Pele Humana")       | 3:44    |  |
| 4.             | "Celebrate Empty Howls"                                        | 3:22    |  |
| 5.             | "Utafumi (詩踏み)" ("Poesia Rimando")                          | 3:07    |  |
| 6.             | "Rubbish Heap"                                                 | 3:06    |  |
| 7.             | "Aka (赫)" ("Vermelho")                                        | 3:58    |  |
| 8.             | "Values of Madness"                                            | 3:30    |  |
| 9.             | "Downfall"                                                     | 2:49    |  |
| 10.            | "Followers"                                                    | 4:40    |  |
| 11.            | "Keigaku no Yoku (谿壑の欲)" ("Ganância Insaciável")           | 4:29    |  |
| 12.            | "Zetsuentai (絶縁体)" (Isolador)                               | 7:20    |  |
| 13.            | "Ranunculus"                                                   | 4:24    |  |
| Duração total: | Duração total:                                                 | 50:32   |  |

| Primeira impressão da edição limitada (CD) |                                     |         |  |
| N.º                                        | Título                              | Duração |  |
| 1.                                         | "Kigan (鬼眼)" ("Olhos de Demônio") | 4:01    |  |
| 2.                                         | "Fukan (腐海)" ("Mar Decaído")      | 5:29    |  |
| 3.                                         | "Beautiful Dirt"                    | 3:18    |  |
| Duração total:                             | Duração total:                      | 12:48   |  |

| Edição limitada deluxe (CD) |                                                                            |         |  |
| N.º                         | Título                                                                     | Duração |  |
| 1.                          | "Kigan (鬼眼)"                                                             | 4:01    |  |
| 2.                          | "The Deeper Vileness" (Nova versão)                                        | 3:44    |  |
| 3.                          | "Wake (理由)"                                                              | 5:32    |  |
| 4.                          | "Fukai (腐海)" (Ao vivo em SHINKIBA STUDIO COAST em 30 de junho de 2018)   | 3:22    |  |
| 5.                          | "Ash" (Ao vivo em SHINKIBA STUDIO COAST em 30 de junho de 2018)            | 5:01    |  |
| 6.                          | "Beautiful Dirt" (Ao vivo em SHINKIBA STUDIO COAST em 30 de junho de 2018) | 3:18    |  |
| Duração total:              | Duração total:                                                             | 27:05   |  |

| Edição limitada deluxe (Blu-ray/DVD) | |         |  |
| N.º                                  | Título | Duração |  |
| 1.                                   | "Ranunculus (Promotion Edit Ver.)" (Videoclipe)                                                                                              |         |  |
| 2.                                   | "Different Sense" (Ao vivo em Sendai Ginko Hall Izumity21 em Sendai, Miyagi Prefecture, Japão em 28 de abril de 2018)                        |         |  |
| 3.                                   | "Karasu (鴉)" ("Corvo") (Ao vivo em Sendai Ginko Hall Izumity21 em Sendai, Miyagi Prefecture, Japão em 28 de abril de 2018)                  |         |  |
| 4.                                   | "Disabled Complexes" (Ao vivo em Sendai Ginko Hall Izumity21 em Sendai, Miyagi Prefecture, Japão em 28 de abril de 2018)                     |         |  |
| 5.                                   | "Kiri to Mayu (霧と繭)" (Névoa e Casulo) (Ao vivo em Sendai Ginko Hall Izumity21 em Sendai, Miyagi Prefecture, Japão em 28 de abril de 2018) |         |  |
| 6.                                   | "Vinushka" (Ao vivo em Shinkiba Studio Coast em Kōtō, Tóquio, Japão em 30 de abril de 2018 - show adicional)                                 |         |  |
| 7.                                   | "Audience Killer Loop" (Ao vivo em Shinkiba Studio Coast em Kōtō, Tóquio, Japão em 30 de abril de 2018 - show adicional)                     |         |  |
| 8.                                   | "Repetition of Hatred" (Ao vivo em Shinkiba Studio Coast em Kōtō, Tóquio, Japão em 30 de abril de 2018 - show adicional)                     |         |  |
| 9.                                   | "Behind a Vacant Image" (Ao vivo em Shinkiba Studio Coast em Kōtō, Tóquio, Japão em 30 de abril de 2018 - show adicional)                    |         |  |
| 10.                                  | "Behind the Scenes of The Insulated World"                                                                                                   |         |  |

## Ficha técnica

### Dir en grey
- Kyo (京) – vocais
- Kaoru (薫) – guitarra
- Die – guitarra
- Toshiya – baixo
- Shinya – bateria

### Produção
- Dir en grey – produção
- Kazutaka Minemori – masterização de tom
- Keisuke Kamata – gravação
- Koji Maruyama – gravação
- Ryosuke Ishida – assistente de engenharia
- Takashi Nemoto – assistente de engenharia
- Dan Lancaster – mixagem
- Brian "Big Bass" Gardner – masterização
- Koji Yoda – arte da capa, direção de arte e design
- Rino Chihara – design
- Takao Ogata – fotografia
- Dynamite Tommy – produtor executivo

#### Produção (CD Bônus)
- Koji Maruyama – mixagem
- Jens Bogren – mixagem (em "Kigan", "The Deeper Vileness" e "Wake")